# Arrondissement de Clèves

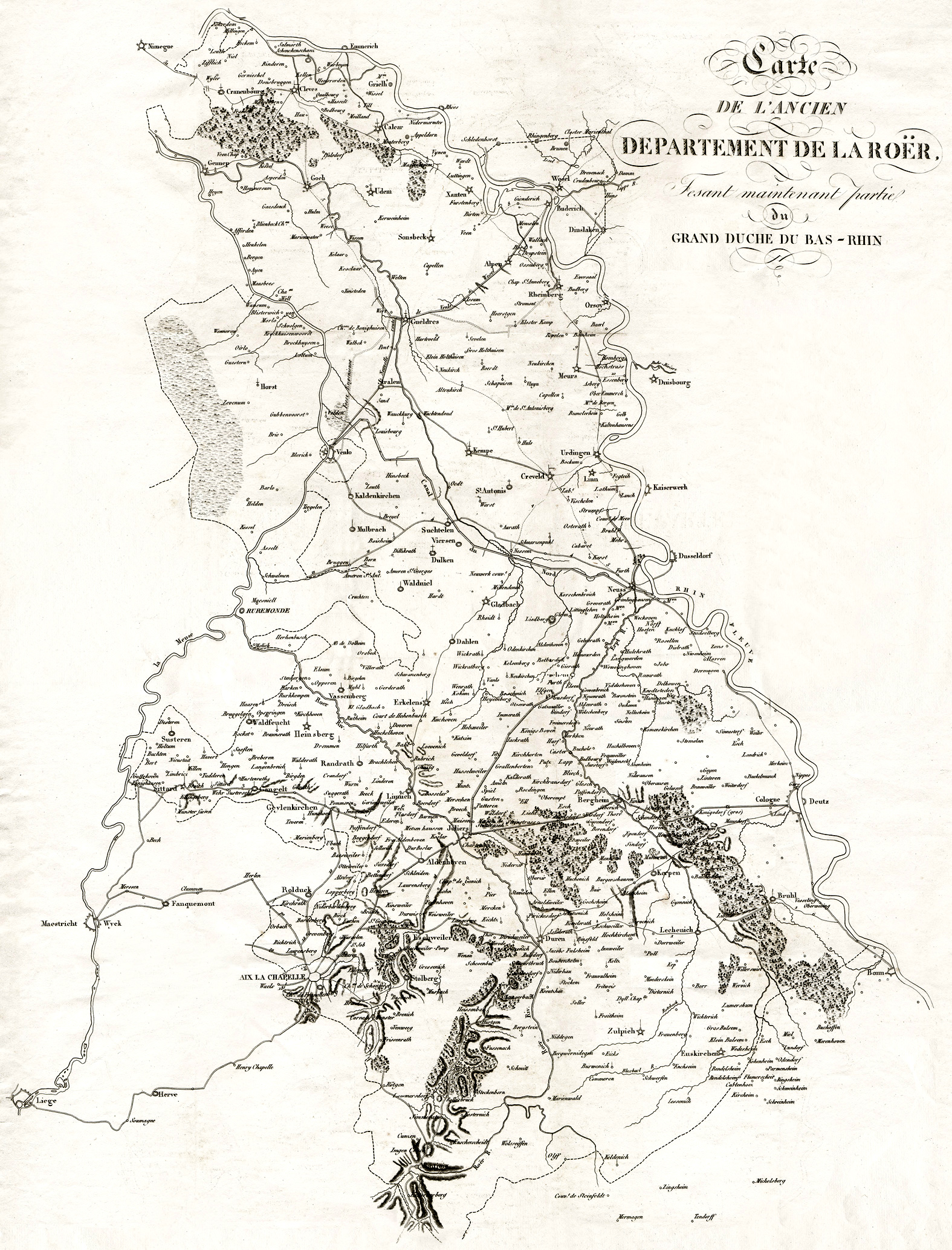
Département de la Roer

Das Arrondissement de Clèves (deutsch: Arrondissement Kleve; auch Bezirk von Kleve) war eine von vier Verwaltungseinheiten des Département de la Roer (Roerdepartement) im Rheinland. Das Arrondissement war in den Jahren 1798 bis 1814 Teil der Französischen Republik (1798–1804) und des Französischen Kaiserreichs (1804–1814).
Es bildete den nördlichen Teil des nach der Rur benannten Départements. Das Gebiet kam 1815 aufgrund der auf dem Wiener Kongress getroffenen Vereinbarungen zum Großteil an Preußen sowie in geringem Umfang an die Niederlande. Dieses ehemalige Arrondissement deckte geographisch im Wesentlichen den heutigen Kreis Kleve und Teile des heutigen Kreises Wesel ab. Es war mit rund 90.000 Einwohnern das kleinste Arrondissement des Departement de la Roer.
Das Arrondissement war in Kantone gegliedert und innerhalb der Kantone wurden Mairien (Bürgermeistereien) eingerichtet.
Das rechtsrheinisch gelegene Wesel wurde als Brückenkopf dem Arrondissement de Clèves erst 1808 als 41. Kanton des Departements zugeschlagen.
An der Spitze eines Arrondissement stand ein Sous-Préfect (Unterpräfekt). Am 22. Juni 1800 wurde Anton Joseph Dorsch aus Heppenheim zum Unterpräfekten ernannt. Nach der Versetzung von Dorsch als Steuerdirektor in Quimper (Département Finistère) wurde am 2. Oktober 1804 der frühere Neusser Bürgermeister Karl Ludwig Joseph von Keverberg zum Unterpräfekten ernannt. Dieser wurde am 10. Januar 1811 zum Präfekten im Département de l’Ems-Supérieur befördert und Edmonde Charles Gruat übernahm die Unterpräfektur interimsweise. Dieser wurde durch Georges Conrad Joseph d’Andlau aus dem Département Haut-Rhin abgelöst.

## Kantone und Mairien
| Kantone    | Mairien (Bürgermeistereien)                                                         |
| ---------- | ----------------------------------------------------------------------------------- |
| Geldern    | Geldern, Issum, Kapellen, Kevelaer, Nieukerk, Pont, Sevelen, Walbeck                |
| Gemert     | 1800 an die Batavische Republik abgetreten                                          |
| Goch       | Asperden, Bergen, Goch, Kervenheim, Pfalzdorf, Weeze                                |
| Horst      | Broekhuizen, Grubbenvorst, Helden, Horst, Kessel, Maasbree, Meerlo, Venray, Wanssum |
| Kalkar     | Appeldorn, Grieth, Kalkar, Keppeln, Till, Uedem                                     |
| Kleve      | Griethausen, Keeken, Kleve, Materborn                                               |
| Kranenburg | Kranenburg, Gennep, Mook, Niel, Ottersum                                            |
| Ravenstein | 1800 an die Batavische Republik abgetreten                                          |
| Wankum     | Grefrath, Hinsbeck, Leuth, Lobberich, Straelen, Velden, Wachtendonk, Wankum         |
| Wesel      | Wesel                                                                               |
| Xanten     | Büderich, Labbeck, Marienbaum, Sonsbeck, Veen, Wardt, Xanten                        |